# دانيال بي هانلي
دانيال بي هانلي (بالإنجليزية: Daniel P. Hanley)‏ هو مونتير أمريكي، ولد في 1955.

## وصلات خارجية
- دانيال بي هانلي على موقع IMDb (الإنجليزية)
- دانيال بي هانلي على موقع ألو سيني (الفرنسية)
- دانيال بي هانلي على موقع قاعدة بيانات الأفلام السويدية (السويدية)
- دانيال بي هانلي على موقع قاعدة بيانات الفيلم (الإنجليزية)
- دانيال بي هانلي على موقع كينوبويسك (الروسية)